# Eunidia semirufa
Eunidia semirufa là một loài bọ cánh cứng trong họ Cerambycidae.